# Rocky Schenck
Rocky Schenck (nascido em 1960 em Austin, Texas) é um diretor de videoclipes e fotógrafo. Ele trabalhou com artistas como Nick Cave ("Henry Lee"), PJ Harvey, Seal, Joni Mitchell ("How Do You Stop"), The Cramps ("Bikini Girls with Machine Guns" e "Creature from the Black Leather Lagoon"), Alice in Chains ("We Die Young", "Them Bones", "What the Hell Have I", e "Grind"), Annie Lennox, Rod Stewart ("If We Fall in Love Tonight"), e Van Halen ("Humans Being" e "Fire in the Hole"), entre outros.